# NOKE忠泰樂生活
NOKE忠泰樂生活是一間位於台灣台北市中山區大直重劃區的中型購物中心，商場樓層為地上七層、地下三層，建築樓地板面積11,000坪，營業面積6,500坪，原預計2022年第一季開幕，但受到COVID-19影響，延至2023年4月29日試營運。

## 簡介
NOKE 忠泰樂生活座落於北市豪宅聚落大直地區之樂群三路、敬業三路口，近台北捷運 文湖線、興建中的 環狀線北環段劍南路站，基地2,004坪，主體建築地上7層、地下3層，總樓地板面積11,000坪，商業樓地板面積6,500坪。預計進駐店櫃100家，瞄準高所得、重視自我主張的中生代消費者，從生活風格策劃出發，結合有機保養、輕奢選品、設計生活、運動時尚、戶外野遊、食材廚藝、風格美食，打造「串連美好生活的平台」，展現新型態質感體驗商業。期望創造一座「不只是購物中心」的購物中心，樹立「透過消費去實踐自己對生活風格的信仰」的生活選項。
除了號稱最美書店的TSUTAYA BOOKSTORE 蔦屋書店、滑冰國際賽事會場等級的AURORA ICE RINK極光冰場作為主力店，還有米其林星級餐廳 La Vie、策展團隊明日製作所加入助陣，歐洲旅遊必訪的老字號人氣冰淇淋也將首度登台，落腳NOKE開設1號店。
忠泰樂生活為忠泰集團跨足實體商場的首座商場，商場配比為零售占比48%、餐飲占34%、娛樂18%，也將引進蔦屋書店、米其林星級餐廳和極光冰場。

## 樓層介紹
| 樓層 | 樓層介紹        |
| ---- | --------------- |
| 7F   | The Upper House |
| 6F   | 極光冰場        |
| 5F   | 樂美食          |
| 4F   | 樂品味          |
| 3F   | 樂創意          |
| 2F   | 樂風尚          |
| 1F   | 樂質感          |
| B1   |                 |
| B2   |                 |
| B3   |                 |

## 鄰近周邊
- 美麗華百樂園

## 外部連結
- 忠泰商場事業 網站（页面存档备份，存于）
- NOKE忠泰樂生活 網站 （页面存档备份，存于）
- NOKE忠泰樂生活的Facebook專頁
- NOKE忠泰樂生活的Instagram帳戶
- YouTube上的NOKE忠泰樂生活頻道